# ニューオーリンズ級防護巡洋艦
ニューオーリンズ級防護巡洋艦 (New Orleans class protected cruisers) は、アメリカ海軍の防護巡洋艦の艦級。
本級はアームストロング・ミッチェル社で建造されたブラジル海軍の防護巡洋艦であったが、アメリカ海軍によって購入された。米西戦争および第一次世界大戦で使用された。当初は砲艦として分類されたが、後に巡洋艦へ艦種変更された。
日本ではニューオリンズとも表記される。

## 同型艦
- ニューオーリンズ (USS New Orleans, 1896)：CL-22に変更
- オールバニ (USS Albany, 1899)：CL-23に変更